# Pidhirea, Bohorodceanî
Pidhirea (în ucraineană Підгір`я) este localitatea de reședință a comunei Pidhirea din raionul Bohorodceanî, regiunea Ivano-Frankivsk, Ucraina.

## Demografie
Componența lingvistică a localității Pidhirea
     Ucraineană (99,3%)
     Alte limbi (0,65%)
Conform recensământului din 2001, majoritatea populației localității Pidhirea era vorbitoare de ucraineană (99,3%), existând în minoritate și vorbitori de alte limbi.